# Oscar al millor vestuari
L'Oscar al millor vestuari (en anglès Academy Award for Best Costume Design) és un premi atorgat per l'Acadèmia de les Arts i les Ciències Cinematogràfiques al millor disseny de vestuari. En les llistes que segueixen, el guanyador del premi es mostra en negreta en primer lloc i el segueixen els altres nominats.

## Història
El premi a millor vestuari no fou concedit fins a la 21a edició. El premi fou, inicialment, dividit en dues sub-categories, una per les pel·lícules en blanc i negre i l'altre per les fetes en color. Aquest fet es mantingué fins als l'edició de 1956, així en les edicions de 1957 i 1958 només es premià una única categoria indistintament fossin en blanc i negre o color. En l'l'edició de 1959 es tornà a dividir en les dues subcategories esmentades, un fet que continuà fins l'l'edició de 1966, esdevenint aquesta l'última en fer distinció.
Al llarg de la història dels premis un català ha estat nominat al premi, fou Antoni Clavé l'any 1952 per El fabulós Andersen

## Guanyadors i nominats

### Dècada de 1940
| Any  | Blanc i negre             | Blanc i negre   | Color                                         | Color                  |
| Any  | Dissenyador/s de vestuari | Pel·lícula      | Dissenyador/s de vestuari                     | Pel·lícula             |
| ---- | ------------------------- | --------------- | --------------------------------------------- | ---------------------- |
| 1948 | Roger K. Furse            | Hamlet          | Dorothy Jeakins i Barbara Karinska            | Joan of Arc            |
| 1948 | Irene Lentz               | B.F.'s Daughter | Edith Head i Gile Steele                      | The Emperor Waltz      |
| 1949 | Edith Head i Gile Steele  | The Heiress     | Marjorie Best, Leah Rhodes i William Travilla | Adventures of Don Juan |
| 1949 | Vittorio Nino Novarese    | Prince of Foxes | Kay Nelson                                    | Mother Is a Freshman   |

### Dècada de 1950
| Any                                             | Blanc i negre                          | Blanc i negre                                       | Color                                                                   | Color                            |
| Any                                             | Dissenyador/s de vestuari              | Pel·lícula                                          | Dissenyador/s de vestuari                                               | Pel·lícula                       |
| ----------------------------------------------- | -------------------------------------- | --------------------------------------------------- | ----------------------------------------------------------------------- | -------------------------------- |
| 1950                                            | Edith Head i Charles LeMaire           | Tot sobre Eva                                       | Edith Head, Dorothy Jeakins, Elois Jenssen, Gile Steele i Gwen Wakeling | Samson and Delilah               |
| 1950                                            | Jean Louis                             | Nascuda ahir                                        | Michael Whittaker                                                       | The Black Rose                   |
| 1950                                            | Walter Plunkett                        | The Magnificent Yankee                              | Walter Plunkett i Arlington Valles                                      | That Forsyte Woman               |
| 1951                                            | Edith Head                             | A Place in the Sun                                  | Orry-Kelly, Walter Plunkett i Irene Sharaff                             | Un americà a París               |
| 1951                                            | Walter Plunkett i Gile Steele          | Kind Lady                                           | Charles LeMaire i Edward Stevenson                                      | David i Betsabé                  |
| 1951                                            | Charles LeMaire i Renie Conley         | The Model and the Marriage Broker                   | Helen Rose i Gile Steele                                                | The Great Caruso                 |
| 1951                                            | Edward Stevenson i Margaret Furse      | The Mudlark                                         | Herschel McCoy                                                          | Quo Vadis                        |
| 1951                                            | Lucinda Ballard                        | A Streetcar Named Desire                            | Hein Heckroth                                                           | The Tales of Hoffmann            |
| 1952                                            | Helen Rose                             | The Bad and the Beautiful                           | Marcel Vertes                                                           | Moulin Rouge                     |
| 1952                                            | Jean Louis                             | La dama de Trinidad                                 | Edith Head, Dorothy Jeakins i Miles White                               | L'espectacle més gran del món    |
| 1952                                            | Edith Head                             | Carrie                                              | Antoni Clavé, Mary Wills i Barbara Karinska                             | El fabulós Andersen              |
| 1952                                            | Charles LeMaire i Dorothy Jeakins      | My Cousin Rachel                                    | Helen Rose i Gile Steele                                                | La viuda alegre                  |
| 1952                                            | Sheila O'Brien                         | Sudden Fear                                         | Charles LeMaire                                                         | With a Song in My Heart          |
| 1953                                            | Edith Head                             | Vacances a Roma                                     | Charles LeMaire i Emile Santiago                                        | La túnica sagrada                |
| 1953                                            | Walter Plunkett                        | The Actress                                         | Mary Ann Nyberg                                                         | Melodies de Broadway             |
| 1953                                            | Helen Rose i Herschel McCoy            | Dream Wife                                          | Irene Sharaff                                                           | Call Me Madam                    |
| 1953                                            | Jean Louis                             | D'aquí a l'eternitat                                | Charles Le Maire i William Travilla                                     | How to Marry a Millionaire       |
| 1953                                            | Charles LeMaire i Renie Conley         | The President's Lady                                | Walter Plunkett                                                         | La reina verge                   |
| 1954                                            | Edith Head                             | Sabrina                                             | Sanzo Wada                                                              | Gate of Hell                     |
| 1954                                            | Georges Annenkov i Rosine Delamare     | Madame de...                                        | Irene Sharaff                                                           | Brigadoon                        |
| 1954                                            | Helen Rose                             | Executive Suite                                     | Charles LeMaire i Rene Hubert                                           | Désiré                           |
| 1954                                            | Christian Dior                         | Indiscretion of an American Wife                    | Jean Louis, Mary Ann Nyberg i Irene Sharaff                             | A Star Is Born                   |
| 1954                                            | Jean Louis                             | It Should Happen to You!                            | Charles LeMaire, William Travilla i Miles White                         | Llums de teatre                  |
| 1955                                            | Helen Rose                             | I'll Cry Tomorrow                                   | Charles LeMaire                                                         | Love Is a Many-Splendored Thing  |
| 1955                                            | Beatrice Dawson                        | The Pickwick Papers                                 | Irene Sharaff                                                           | Ells i elles                     |
| 1955                                            | Jean Louis                             | L'abella reina                                      | Helen Rose                                                              | Interrupted Melody               |
| 1955                                            | Edith Head                             | The Rose Tattoo                                     | Edith Head                                                              | To Catch a Thief                 |
| 1955                                            | Tadaoto Kainosho                       | Els contes de la lluna pàl·lida després de la pluja | Charles LeMaire i Mary Wills                                            | The Virgin Queen                 |
| 1956                                            | Jean Louis                             | The Solid Gold Cadillac                             | Irene Sharaff                                                           | The King and I                   |
| 1956                                            | Kohei Ezaki                            | Shichinin no Samurai                                | Miles White                                                             | La volta al món en vuitanta dies |
| 1956                                            | Helen Rose                             | The Power and the Prize                             | Moss Mabry i Marjorie Best                                              | Gegant                           |
| 1956                                            | Edith Head                             | The Proud and the Profane                           | Edith Head, Ralph Jester, John Jensen, Dorothy Jeakins i Arnold Friberg | Els Deu Manaments                |
| 1956                                            | Charles LeMaire i Mary Wills           | Teenage Rebel                                       | Marie de Matteis                                                        | Guerra i pau                     |
| Les dues categories es van unir en una de sola. |                                        |                                                     |                                                                         |                                  |
| Any                                             | Dissenyador/s de vestuari              | Dissenyador/s de vestuari                           | Pel·lícula                                                              | Pel·lícula                       |
| 1957                                            | Orry-Kelly                             | Orry-Kelly                                          | Les Girls                                                               | Les Girls                        |
| 1957                                            | Charles LeMaire                        | Charles LeMaire                                     | Tu i jo                                                                 | Tu i jo                          |
| 1957                                            | Edith Head i Hubert de Givenchy        | Edith Head i Hubert de Givenchy                     | Funny Face                                                              | Funny Face                       |
| 1957                                            | Jean Louis                             | Jean Louis                                          | Pal Joey                                                                | Pal Joey                         |
| 1957                                            | Walter Plunkett                        | Walter Plunkett                                     | L'arbre de la vida                                                      | L'arbre de la vida               |
| 1958                                            | Cecil Beaton                           | Cecil Beaton                                        | Gigí                                                                    | Gigí                             |
| 1958                                            | Jean Louis                             | Jean Louis                                          | Em vaig enamorar d'una bruixa                                           | Em vaig enamorar d'una bruixa    |
| 1958                                            | Ralph Jester, Edith Head i John Jensen | Ralph Jester, Edith Head i John Jensen              | El bucaner                                                              | El bucaner                       |
| 1958                                            | Charles LeMaire i Mary Wills           | Charles LeMaire i Mary Wills                        | A Certain Smile                                                         | A Certain Smile                  |
| 1958                                            | Walter Plunkett                        | Walter Plunkett                                     | Com un torrent                                                          | Com un torrent                   |
| La categoria es va tornar a dividir en dues.    |                                        |                                                     |                                                                         |                                  |
| Any                                             | Blanc i negre                          | Blanc i negre                                       | Color                                                                   | Color                            |
| Any                                             | Dissenyador/s de vestuari              | Pel·lícula                                          | Dissenyador/s de vestuari                                               | Pel·lícula                       |
| 1959                                            | Orry-Kelly                             | Ningú no és perfecte                                | Elizabeth Haffenden                                                     | Ben Hur                          |
| 1959                                            | Edith Head                             | Career                                              | Adele Palmer                                                            | The Best of Everything           |
| 1959                                            | Charles LeMaire i Mary Wills           | The Diary of Anne Frank                             | Renie Conley                                                            | The Big Fisherman                |
| 1959                                            | Helen Rose                             | The Gazebo                                          | Edith Head                                                              | The Five Pennies                 |
| 1959                                            | Howard Shoup                           | The Young Philadelphians                            | Irene Sharaff                                                           | Porgy and Bess                   |

### Dècada de 1960
| Any                                                      | Blanc i negre                 | Blanc i negre                         | Color                                                | Color                                |
| Any                                                      | Dissenyador/s de vestuari     | Pel·lícula                            | Dissenyador/s de vestuari                            | Pel·lícula                           |
| -------------------------------------------------------- | ----------------------------- | ------------------------------------- | ---------------------------------------------------- | ------------------------------------ |
| 1960                                                     | Edith Head i Edward Stevenson | The Facts of Life                     | Arlington Valles i Bill Thomas                       | Espàrtac                             |
| 1960                                                     | Danny Vachlioti               | Poté tin kyriaki                      | Irene Sharaff                                        | Can-Can                              |
| 1960                                                     | Howard Shoup                  | The Rise and Fall of Legs Diamond     | Irene Lentz                                          | Midnight Lace                        |
| 1960                                                     | Bill Thomas                   | Seven Thieves                         | Edith Head                                           | Pepe                                 |
| 1960                                                     | Marik Vos                     | La font de la donzella                | Marjorie Best                                        | Sunrise at Campobello                |
| 1961                                                     | Piero Gherardi                | La dolce vita                         | Irene Sharaff                                        | West Side Story                      |
| 1961                                                     | Dorothy Jeakins               | La calúmnia                           | Bill Thomas                                          | Babes in Toyland                     |
| 1961                                                     | Howard Shoup                  | Claudell Inglish                      | Jean Louis                                           | Back Street                          |
| 1961                                                     | Jean Louis                    | Els judicis de Nuremberg              | Irene Sharaff                                        | Promeses sense promès                |
| 1961                                                     | Yoshiro Muraki                | Mercenari                             | Edith Head i Walter Plunkett                         | Un gàngster per a un miracle         |
| 1962                                                     | Norma Koch                    | Què se n'ha fet, de Baby Jane?        | Mary Wills                                           | El meravellós món dels germans Grimm |
| 1962                                                     | Donfeld                       | Dies de vi i roses                    | Bill Thomas                                          | Bon Voyage!                          |
| 1962                                                     | Edith Head                    | L'home que va matar Liberty Valance   | Orry-Kelly                                           | La reina del vodevil                 |
| 1962                                                     | Ruth Morley                   | El miracle d'Anna Sullivan            | Dorothy Jeakins                                      | The Music Man                        |
| 1962                                                     | Denny Vachlioti               | Fedra                                 | Edith Head                                           | La meva dolça geisha                 |
| 1963                                                     | Piero Gherardi                | Fellini 8 ½                           | Renie Conley, Vittorio Nino Novarese i Irene Sharaff | Cleopatra                            |
| 1963                                                     | Edith Head                    | Love with the Proper Stranger         | Donald Brooks                                        | El cardenal                          |
| 1963                                                     | William Travilla              | The Stripper                          | Walter Plunkett                                      | La conquesta de l'Oest               |
| 1963                                                     | Bill Thomas                   | Joguines a les golfes                 | Piero Tosi                                           | Il gattopardo                        |
| 1963                                                     | Edith Head                    | Wives and Lovers                      | Edith Head                                           | Samantha                             |
| 1964                                                     | Dorothy Jeakins               | La nit de la iguana                   | Cecil Beaton                                         | My Fair Lady                         |
| 1964                                                     | Edith Head                    | A House Is Not a Home                 | Margaret Furse                                       | Becket                               |
| 1964                                                     | Norma Koch                    | Hush… Hush, Sweet Charlotte           | Tony Walton                                          | Mary Poppins                         |
| 1964                                                     | Howard Shoup                  | Kisses for My President               | Morton Haack                                         | The Unsinkable Molly Brown           |
| 1964                                                     | René Hubert                   | The Visit                             | Edith Head i Moss Mabry                              | What a Way to Go!                    |
| 1965                                                     | Julie Harris                  | Darling                               | Phyllis Dalton                                       | Doctor Jivago                        |
| 1965                                                     | Moss Mabry                    | Morituri                              | Vittorio Nino Novarese                               | El turment i l'èxtasi                |
| 1965                                                     | Howard Shoup                  | A Rage to Live                        | Marjorie Best i Vittorio Nino Novarese               | The Greatest Story Ever Told         |
| 1965                                                     | Jean Louis i Bill Thomas      | El vaixell dels bojos                 | Edith Head i Bill Thomas                             | La rebel                             |
| 1965                                                     | Edith Head                    | The Slender Thread                    | Dorothy Jeakins                                      | Somriures i llàgrimes                |
| 1966                                                     | Irene Sharaff                 | Qui té por de Virginia Woolf?         | Elizabeth Haffenden                                  | Un home per a l'eternitat            |
| 1966                                                     | Danilo Donati                 | L'evangeli segons sant Mateu          | Jean Louis                                           | Gambit                               |
| 1966                                                     | Danilo Donati                 | Mandragola                            | Dorothy Jeakins                                      | Hawaii                               |
| 1966                                                     | Helen Rose                    | Mister Buddwing                       | Piero Gherardi                                       | Giulietta dels esperits              |
| 1966                                                     | Jocelyn Rickards              | Morgan: A Suitable Case for Treatment | Edith Head                                           | The Oscar                            |
| Les dues categories van ser recombinades per darrer cop. |                               |                                       |                                                      |                                      |
| Any                                                      | Dissenyador/s de vestuari     | Dissenyador/s de vestuari             | Pel·lícula                                           | Pel·lícula                           |
| 1967                                                     | John Truscott                 | John Truscott                         | Camelot                                              | Camelot                              |
| 1967                                                     | Theadora Van Runkle           | Theadora Van Runkle                   | Bonnie i Clyde                                       | Bonnie i Clyde                       |
| 1967                                                     | Bill Thomas                   | Bill Thomas                           | The Happiest Millionaire                             | The Happiest Millionaire             |
| 1967                                                     | Danilo Donati i Irene Sharaff | Danilo Donati i Irene Sharaff         | L'amansiment de la fúria                             | L'amansiment de la fúria             |
| 1967                                                     | Jean Louis                    | Jean Louis                            | Millie, una noia moderna                             | Millie, una noia moderna             |
| 1968                                                     | Danilo Donati                 | Danilo Donati                         | Romeo and Juliet                                     | Romeo and Juliet                     |
| 1968                                                     | Margaret Furse                | Margaret Furse                        | The Lion in Winter                                   | The Lion in Winter                   |
| 1968                                                     | Phyllis Dalton                | Phyllis Dalton                        | Oliver!                                              | Oliver!                              |
| 1968                                                     | Morton Haack                  | Morton Haack                          | El planeta dels simis                                | El planeta dels simis                |
| 1968                                                     | Donald Brooks                 | Donald Brooks                         | Star!                                                | Star!                                |
| 1969                                                     | Margaret Furse                | Margaret Furse                        | Anna dels mil dies                                   | Anna dels mil dies                   |
| 1969                                                     | Irene Sharaff                 | Irene Sharaff                         | Hello, Dolly!                                        | Hello, Dolly!                        |
| 1969                                                     | Ray Aghayan                   | Ray Aghayan                           | Chicago, Chicago                                     | Chicago, Chicago                     |
| 1969                                                     | Edith Head                    | Edith Head                            | Sweet Charity                                        | Sweet Charity                        |
| 1969                                                     | Donfeld                       | Donfeld                               | They Shoot Horses, Don't They?                       | They Shoot Horses, Don't They?       |

### Dècada de 1970
| Any  | Dissenyador/s de vestuari              | Pel·lícula                               |
| ---- | -------------------------------------- | ---------------------------------------- |
| 1970 | Vittorio Nino Novarese                 | Cromwell                                 |
| 1970 | Edith Head                             | Airport                                  |
| 1970 | Jack Bear i Donald Brooks              | Darling Lili                             |
| 1970 | Bill Thomas                            | The Hawaiians                            |
| 1970 | Margaret Furse                         | Scrooge                                  |
| 1971 | Yvonne Blake i Antonio Castillo        | Nicolau i Alexandra                      |
| 1971 | Bill Thomas                            | Bedknobs and Broomsticks                 |
| 1971 | Piero Tosi                             | Morte a Venezia                          |
| 1971 | Margaret Furse                         | Mary, Queen of Scots                     |
| 1971 | Morton Haack                           | Què li passa a Helen?                    |
| 1972 | Anthony Powell                         | Viatges amb la meva tia                  |
| 1972 | Anna Hill Johnstone                    | El Padrí                                 |
| 1972 | Ray Aghayan, Norma Koch i Bob Mackie   | Lady Sings the Blues                     |
| 1972 | Paul Zastupnevich                      | L'aventura del Posidó                    |
| 1972 | Anthony Mendleson                      | El jove Winston                          |
| 1973 | Edith Head                             | El cop                                   |
| 1973 | Marik Vos                              | Crits i murmuris                         |
| 1973 | Piero Tosi                             | Ludwig                                   |
| 1973 | Donfeld                                | Tom Sawyer                               |
| 1973 | Dorothy Jeakins i Moss Mabry           | The Way We Were                          |
| 1974 | Theoni V. Aldredge                     | El gran Gatsby                           |
| 1974 | Anthea Sylbert                         | Chinatown                                |
| 1974 | John Furness                           | Daisy Miller                             |
| 1974 | Theadora Van Runkle                    | El padrí II                              |
| 1974 | Tony Walton                            | Assassinat a l'Orient Express            |
| 1975 | Milena Canonero i Ulla-Britt Soderlund | Barry Lyndon                             |
| 1975 | Yvonne Blake i Ron Talsky              | Els quatre mosqueters                    |
| 1975 | Ray Aghayan i Bob Mackie               | Funny Lady                               |
| 1975 | Karin Erskine i Henny Noremark         | Trollflöjten                             |
| 1975 | Edith Head                             | L'home que volia ser rei                 |
| 1976 | Danilo Donati                          | Casanova                                 |
| 1976 | William Ware Theiss                    | Camí a la glòria                         |
| 1976 | Anthony Mendleson                      | La increïble Sarah                       |
| 1976 | Mary Wills                             | The Passover Plot                        |
| 1976 | Alan Barrett                           | The Seven-Per-Cent Solution              |
| 1977 | John Mollo                             | Star Wars episodi IV: Una nova esperança |
| 1977 | Edith Head i Burton Miller             | Airport '77                              |
| 1977 | Anthea Sylbert                         | Julia                                    |
| 1977 | Florence Klotz                         | Melodia nocturna                         |
| 1977 | Irene Sharaff                          | The Other Side of Midnight               |
| 1978 | Anthony Powell                         | Mort al Nil                              |
| 1978 | Renie Conley                           | Caravans                                 |
| 1978 | Patricia Norris                        | Days of Heaven                           |
| 1978 | Paul Zastupnevich                      | L'eixam                                  |
| 1978 | Tony Walton                            | El mag                                   |
| 1979 | Albert Wolsky                          | Comença l'espectacle                     |
| 1979 | Shirley Ann Russell                    | Agatha                                   |
| 1979 | Ambra Danon i Piero Tosi               | Casa de boges                            |
| 1979 | William Ware Theiss                    | Butch and Sundance: The Early Days       |
| 1979 | Judy Moorcroft                         | The Europeans                            |

### Dècada de 1980
| Any  | Dissenyador/s de vestuari                  | Pel·lícula                        |
| ---- | ------------------------------------------ | --------------------------------- |
| 1980 | Anthony Powell                             | Tess                              |
| 1980 | Patricia Norris                            | L'home elefant                    |
| 1980 | Anna Senior                                | My Brilliant Career               |
| 1980 | Jean-Pierre Dorleac                        | Somewhere in Time                 |
| 1980 | Paul Zastupnevich                          | When Time Ran Out                 |
| 1981 | Milena Canonero                            | Carros de foc                     |
| 1981 | Tom Rand                                   | La dona del tinent francès        |
| 1981 | Bob Mackie                                 | Diners caiguts del cel            |
| 1981 | Anna Hill Johnstone                        | Ragtime                           |
| 1981 | Shirley Ann Russell                        | Rojos                             |
| 1982 | Bhanu Athaiya, Madeline Jones i John Mollo | Gandhi                            |
| 1982 | Albert Wolsky                              | La decisió de la Sophie           |
| 1982 | Piero Tosi                                 | La Traviata                       |
| 1982 | Elois Jenssen i Rosanna Norton             | Tron                              |
| 1982 | Patricia Norris                            | Víctor, Victòria                  |
| 1983 | Marik Vos                                  | Fanny i Alexander                 |
| 1983 | Joe I. Tompkins                            | Retorn a Cross Creek              |
| 1983 | William Ware Theiss                        | Amor al volant                    |
| 1983 | Anne-Marie Marchand                        | The Return of Martin Guerre       |
| 1983 | Santo Loquasto                             | Zelig                             |
| 1984 | Theodor Pištěk                             | Amadeus                           |
| 1984 | Patricia Norris                            | 2010                              |
| 1984 | Jenny Beavan i John Bright                 | Les bostonianes                   |
| 1984 | Judy Moorcroft                             | Passatge a l'Índia                |
| 1984 | Ann Roth                                   | En un racó del cor                |
| 1985 | Emi Wada                                   | Ran                               |
| 1985 | Aggie Guerard Rodgers                      | El color púrpura                  |
| 1985 | Albert Wolsky                              | The Journey of Natty Gann         |
| 1985 | Milena Canonero                            | Out of Africa                     |
| 1985 | Donfeld                                    | L'honor dels Prizzi               |
| 1986 | Jenny Beavan i John Bright                 | Una habitació amb vista           |
| 1986 | Enrico Sabbatini                           | La missió                         |
| 1986 | Anna Anni i Maurizio Millenotti            | Otello                            |
| 1986 | Theadora Van Runkle                        | Peggy Sue es va casar             |
| 1986 | Anthony Powell                             | Pirates                           |
| 1987 | James Acheson                              | L'últim emperador                 |
| 1987 | Dorothy Jeakins                            | Els dublinesos                    |
| 1987 | Bob Ringwood                               | L'imperi del Sol                  |
| 1987 | Jenny Beavan i John Bright                 | Maurice                           |
| 1987 | Marilyn Vance-Straker                      | Els intocables d'Elliot Ness      |
| 1988 | James Acheson                              | Les amistats perilloses           |
| 1988 | Deborah Nadoolman                          | Coming to America                 |
| 1988 | Jane Robinson                              | A Handful of Dust                 |
| 1988 | Patricia Norris                            | Sunset                            |
| 1988 | Milena Canonero                            | Tucker: l'home i el seu somni     |
| 1989 | Phyllis Dalton                             | Henry V                           |
| 1989 | Gabriella Pescucci                         | Les aventures del baró Munchausen |
| 1989 | Elizabeth McBride                          | Tot passejant Miss Daisy          |
| 1989 | Joe I. Tompkins                            | Nits de Harlem                    |
| 1989 | Theodor Pištěk                             | Valmont                           |

### Dècada de 1990
| Any  | Dissenyador/s de vestuari    | Pel·lícula                 |
| ---- | ---------------------------- | -------------------------- |
| 1990 | Franca Squarciapino          | Cyrano de Bergerac         |
| 1990 | Gloria Gresham               | Avalon                     |
| 1990 | Elsa Zamparelli              | Ballant amb llops          |
| 1990 | Milena Canonero              | Dick Tracy                 |
| 1990 | Maurizio Millenotti          | Hamlet                     |
| 1991 | Albert Wolsky                | Bugsy                      |
| 1991 | Ruth Myers                   | La família Addams          |
| 1991 | Richard Hornung              | Barton Fink                |
| 1991 | Anthony Powell               | Hook                       |
| 1991 | Corinne Jorry                | Madame Bovary              |
| 1992 | Eiko Ishioka                 | Dràcula de Bram Stoker     |
| 1992 | Sheena Napier                | Un abril màgic             |
| 1992 | Jenny Beavan i John Bright   | Retorn a Howards End       |
| 1992 | Ruth E. Carter               | Malcolm X                  |
| 1992 | Albert Wolsky                | Toys                       |
| 1993 | Gabriella Pescucci           | L'edat de la innocència    |
| 1993 | Sandy Powell                 | Orlando                    |
| 1993 | Janet Patterson              | El piano                   |
| 1993 | Jenny Beavan i John Bright   | El que queda del dia       |
| 1993 | Anna B. Sheppard             | La llista de Schindler     |
| 1994 | Tim Chappel i Lizzy Gardiner | Les aventures de Priscilla |
| 1994 | Jeffrey Kurland              | Bales sobre Broadway       |
| 1994 | Colleen Atwood               | Donetes                    |
| 1994 | April Ferry                  | Maverick                   |
| 1994 | Moidele Bickel               | La reina Margot            |
| 1995 | James Acheson                | Restoration                |
| 1995 | Charles Knode                | Braveheart                 |
| 1995 | Shuna Harwood                | Ricard III                 |
| 1995 | Jenny Beavan i John Bright   | Sentit i sensibilitat      |
| 1995 | Julie Weiss                  | 12 Monkeys                 |
| 1996 | Ann Roth                     | El pacient anglès          |
| 1996 | Paul Brown                   | Àngels i insectes          |
| 1996 | Ruth Myers                   | Emma                       |
| 1996 | Alexandra Byrne              | Hamlet                     |
| 1996 | Janet Patterson              | Retrat d'una dama          |
| 1997 | Deborah Lynn Scott           | Titanic                    |
| 1997 | Ruth E. Carter               | Amistad                    |
| 1997 | Dante Ferretti               | Kundun                     |
| 1997 | Janet Patterson              | Oscar and Lucinda          |
| 1997 | Sandy Powell                 | Les ales del colom         |
| 1998 | Sandy Powell                 | Shakespeare in Love        |
| 1998 | Colleen Atwood               | Beloved                    |
| 1998 | Alexandra Byrne              | Elisabet                   |
| 1998 | Judianna Makovsky            | Pleasantville              |
| 1998 | Sandy Powell                 | Velvet Goldmine            |
| 1999 | Lindy Hemming                | Topsy-Turvy                |
| 1999 | Jenny Beavan                 | Anna and the King          |
| 1999 | Colleen Atwood               | Sleepy Hollow              |
| 1999 | Gary Jones i Ann Roth        | L'enginyós senyor Ripley   |
| 1999 | Milena Canonero              | Titus                      |

### Dècada de 2000
| Any  | Dissenyador/s de vestuari         | Pel·lícula                                        |
| ---- | --------------------------------- | ------------------------------------------------- |
| 2000 | Janty Yates                       | Gladiator                                         |
| 2000 | Anthony Powell                    | 102 Dalmatians                                    |
| 2000 | Tim Yip                           | Tigre i drac                                      |
| 2000 | Rita Ryack                        | The Grinch                                        |
| 2000 | Jacqueline West                   | Quills                                            |
| 2001 | Catherine Martin i Angus Strathie | Moulin Rouge                                      |
| 2001 | Milena Canonero                   | El misteri del collaret                           |
| 2001 | Jenny Beavan                      | Gosford Park                                      |
| 2001 | Judianna Makovsky                 | Harry Potter i la pedra filosofal                 |
| 2001 | Ngila Dickson i Richard Taylor    | El senyor dels anells: La germandat de l'anell    |
| 2002 | Colleen Atwood                    | Chicago                                           |
| 2002 | Julie Weiss                       | Frida                                             |
| 2002 | Sandy Powell                      | Gangs of New York                                 |
| 2002 | Ann Roth                          | Les hores                                         |
| 2002 | Anna B. Sheppard                  | El pianista                                       |
| 2003 | Ngila Dickson i Richard Taylor    | El Senyor dels Anells: El retorn del rei          |
| 2003 | Dien van Straalen                 | Girl with a Pearl Earring                         |
| 2003 | Ngila Dickson                     | L'últim samurai                                   |
| 2003 | Wendy Stites                      | Master and Commander: The Far Side of the World   |
| 2003 | Judianna Makovsky                 | Seabiscuit                                        |
| 2004 | Sandy Powell                      | L'aviador                                         |
| 2004 | Alexandra Byrne                   | Descobrir el País de Mai Més                      |
| 2004 | Colleen Atwood                    | Lemony Snicket's A Series of Unfortunate Events   |
| 2004 | Sharen Davis                      | Ray                                               |
| 2004 | Bob Ringwood                      | Troia                                             |
| 2005 | Colleen Atwood                    | Memòries d'una geisha                             |
| 2005 | Gabriella Pescucci                | Charlie i la fàbrica de xocolata                  |
| 2005 | Sandy Powell                      | Mrs. Henderson Presents                           |
| 2005 | Jacqueline Durran                 | Pride and Prejudice                               |
| 2005 | Arianne Phillips                  | A la corda fluixa                                 |
| 2006 | Milena Canonero                   | Maria Antonieta                                   |
| 2006 | Chung Man Yee                     | La maledicció de la flor daurada                  |
| 2006 | Patricia Field                    | El diable es vesteix de Prada                     |
| 2006 | Sharen Davis                      | Dreamgirls                                        |
| 2006 | Consolata Boyle                   | La reina                                          |
| 2007 | Alexandra Byrne                   | Elizabeth: l'edat d'or                            |
| 2007 | Albert Wolsky                     | Across the Universe                               |
| 2007 | Jacqueline Durran                 | Expiació                                          |
| 2007 | Marit Allen                       | La vida en rosa                                   |
| 2007 | Colleen Atwood                    | Sweeney Todd: el barber diabòlic del carrer Fleet |
| 2008 | Michael O'Connor                  | The Duchess                                       |
| 2008 | Catherine Martin                  | Austràlia                                         |
| 2008 | Jacqueline West                   | El curiós cas de Benjamin Button                  |
| 2008 | Danny Glicker                     | Em dic Harvey Milk                                |
| 2008 | Albert Wolsky                     | Revolutionary Road                                |
| 2009 | Sandy Powell                      | La reina Victòria                                 |
| 2009 | Janet Patterson                   | Bright Star                                       |
| 2009 | Catherine Leterrier               | Coco, de la rebel·lia a la llegenda de Chanel     |
| 2009 | Monique Prudhomme                 | The Imaginarium of Doctor Parnassus               |
| 2009 | Colleen Atwood                    | Nine                                              |

### Dècada de 2010
| Any  | Dissenyador/s de vestuari           | Pel·lícula                           |
| ---- | ----------------------------------- | ------------------------------------ |
| 2010 | Colleen Atwood                      | Alice in Wonderland                  |
| 2010 | Antonella Cannarozzi                | Jo sóc l'amor                        |
| 2010 | Jenny Beavan                        | El discurs del rei                   |
| 2010 | Sandy Powell                        | The Tempest                          |
| 2010 | Mary Zophres                        | True Grit                            |
| 2011 | Mark Bridges                        | The Artist                           |
| 2011 | Lisy Christl                        | Anonymous                            |
| 2011 | Michael O'Connor                    | Jane Eyre                            |
| 2011 | Sandy Powell                        | Hugo                                 |
| 2011 | Arianne Phillips                    | W.E.                                 |
| 2012 | Jacqueline Durran                   | Anna Karènina                        |
| 2012 | Paco Delgado                        | Les Misérables                       |
| 2012 | Joanna Johnston                     | Lincoln                              |
| 2012 | Eiko Ishioka                        | Blancaneu                            |
| 2012 | Colleen Atwood                      | Blancaneu i la llegenda del caçador  |
| 2013 | Catherine Martin                    | El gran Gatsby                       |
| 2013 | Patricia Norris                     | 12 anys d'esclavitud                 |
| 2013 | Michael Wilkinson                   | American Hustle                      |
| 2013 | William Chang Suk Ping              | The Grandmaster                      |
| 2013 | Michael O'Connor                    | The Invisible Woman                  |
| 2014 | Milena Canonero                     | The Grand Budapest Hotel             |
| 2014 | Mark Bridges                        | Inherent Vice                        |
| 2014 | Colleen Atwood                      | Into the Woods                       |
| 2014 | Anna B. Sheppard                    | Maleficent                           |
| 2014 | Jacqueline Durran                   | Mr. Turner                           |
| 2015 | Jenny Beavan                        | Mad Max: fúria a la carretera        |
| 2015 | Sandy Powell                        | Carol                                |
| 2015 | Sandy Powell                        | Cinderella                           |
| 2015 | Paco Delgado                        | The Danish Girl                      |
| 2015 | Jacqueline West                     | The Revenant                         |
| 2016 | Colleen Atwood                      | Bèsties fantàstiques i on trobar-les |
| 2016 | Joanna Johnston                     | Allied                               |
| 2016 | Consolata Boyle                     | Florence Foster Jenkins              |
| 2016 | Madeline Fontaine                   | Jackie                               |
| 2016 | Mary Zophres                        | La La Land                           |
| 2017 | Mark Bridges                        | Phantom Thread                       |
| 2017 | Jacqueline Durran                   | Beauty and the Beast                 |
| 2017 | Jacqueline Durran                   | Darkest Hour                         |
| 2017 | Luis Sequeira                       | The Shape of Water                   |
| 2017 | Consolata Boyle                     | Victoria & Abdul                     |
| 2018 | Ruth E. Carter                      | Black Panther                        |
| 2018 | Mary Zophres                        | The Ballad of Buster Scruggs         |
| 2018 | Sandy Powell                        | The Favourite                        |
| 2018 | Sandy Powell                        | Mary Poppins Returns                 |
| 2018 | Alexandra Byrne                     | Mary Queen of Scots                  |
| 2019 | Jacqueline Durran                   | Donetes                              |
| 2019 | Sandy Powell i Christopher Peterson | The Irishman                         |
| 2019 | Mayes C. Rubeo                      | Jojo Rabbit                          |
| 2019 | Mark Bridges                        | Joker                                |
| 2019 | Arianne Phillips                    | Once Upon a Time in Hollywood        |

### Dècada de 2020
| Any  | Dissenyador/s de vestuari                   | Pel·lícula                     |
| ---- | ------------------------------------------- | ------------------------------ |
| 2020 | Ann Roth                                    | Ma Rainey's Black Bottom       |
| 2020 | Alexandra Byrne                             | Emma                           |
| 2020 | Trish Summerville                           | Mank                           |
| 2020 | Bina Daigeler                               | Mulan                          |
| 2020 | Massimo Cantini Parrin                      | Pinocchio                      |
| 2021 | Jenny Beavan                                | Cruella                        |
| 2021 | Massimo Cantini Parrini i Jacqueline Durran | Cyrano                         |
| 2021 | Jacqueline West i Bob Morgan                | Dune                           |
| 2021 | Luis Sequeira                               | Nightmare Alley                |
| 2021 | Paul Tazewell                               | West Side Story                |
| 2022 | Ruth E. Carter                              | Black Panther: Wakanda Forever |
| 2022 | Mary Zophres                                | Babylon                        |
| 2022 | Catherine Martin                            | Elvis                          |
| 2022 | Shirley Kurata                              | Tot a la vegada a tot arreu    |
| 2022 | Jenny Beavan                                | Mrs. Harris Goes to Paris      |
| 2023 | Holly Waddington                            | Poor Things                    |
| 2023 | Jacqueline Durran                           | Barbie                         |
| 2023 | Jacqueline West                             | Killers of the Flower Moon     |
| 2023 | Janty Yates i Dave Crossman                 | Napoleon                       |
| 2023 | Ellen Mirojnick                             | Oppenheimer                    |

## Superlatius
| Categoria                               | Superlatiu     | Nom             | Detalls                    |
| --------------------------------------- | -------------- | --------------- | -------------------------- |
| Més premis                              | 8 guardons     | Edith Head      | Guardons de 35 nominacions |
| Més nominacions                         | 35 nominacions | Edith Head      | 8 guardons                 |
| Més nominacions sense guanyar cap premi | 6 nominacions  | Patricia Norris |                            |

## Multiples guanyadors i nominats
| - 8: Edith Head (35) - 5: Irene Sharaff (15) - 4: Colleen Atwood (12) - 4: Milena Canonero (9) - 3: Charles LeMaire (16) - 3: Sandy Powell (15) - 3: Jenny Beavan (13) - 3: Dorothy Jeakins (12) - 3: Anthony Powell (6) - 3: Orry-Kelly (4) - 3: James Acheson (3) - 2: Helen Rose (10) - 2: Jacqueline Durran (8) - 2: Albert Wolsky (7) - 2: Gile Steele (6) - 2: Danilo Donati (5) - 2: Vittorio Nino Novarese (5) - 2: Ann Roth (5) - 2: Catherine Martin (5) - 2: Mark Bridges (4) - 2: Ruth E. Carter (4) - 2: Phyllis Dalton (3) - 2: Piero Gherardi (3) - 2: Cecil Beaton (2) - 2: Elizabeth Haffenden (2) - 2: John Mollo (2) | - 1: Jean Louis (14) - 1: Walter Plunkett (10) - 1: Bill Thomas (10) - 1: Mary Wills (7) - 1: John Bright (6) - 1: Alexandra Byrne (6) - 1: Margaret Furse (6) - 1: Renie Conley (5) - 1: Marjorie Best (4) - 1: William Travilla (4) - 1: Theoni V. Aldredge (3) - 1: Ngila Dickson (3) - 1: Norma Koch (3) - 1: Michael O'Connor (3) - 1: Gabriella Pescucci (3) - 1: Edward Stevenson (3) - 1: Marik Vos (3) - 1: Tony Walton (3) - 1: Yvonne Blake (2) - 1: Eiko Ishioka (2) - 1: Elois Jenssen (2) - 1: Barbara Karinska (2) - 1: Theodor Pištěk (2) - 1: Richard Taylor (2) - 1: Arlington Valles (2) | - 0: Patricia Norris (6) - 0: Piero Tosi (5) - 0: Howard Shoup (5) - 0: Donfeld (4) - 0: Moss Mabry (4) - 0: Janet Patterson (4) - 0: Jacqueline West (4) - 0: Mary Zophres (4) - 0: Ray Aghayan (3) - 0: Consolata Boyle (3) - 0: Donald Brooks (3) - 0: Morton Haack (3) - 0: Bob Mackie (3) - 0: Judianna Makovsky (3) - 0: Arianne Phillips (3) - 0: Anna B. Sheppard (3) - 0: William Ware Theiss (3) - 0: Theadora Van Runkle (3) - 0: Miles White (3) - 0: Paul Zastupnevich (3) - 0: Sharen Davis (2) - 0: Paco Delgado (2) - 0: René Hubert (2) - 0: John Jensen (2) - 0: Ralph Jester (2) - 0: Joanna Johnston (2) - 0: Anna Hill Johnstone (2) - 0: Irene Lentz (2) - 0: Anthony Mendleson (2) - 0: Herschel McCoy (2) - 0: Maurizio Millenotti (2) - 0: Judy Moorcroft (2) - 0: Ruth Myers (2) - 0: Mary Ann Nyberg (2) - 0: Massimo Cantini Parrini (2) - 0: Bob Ringwood (2) - 0: Shirley Ann Russell (2) - 0: Luis Sequeira (2) - 0: Anthea Sylbert (2) - 0: Joe I. Tompkins (2) - 0: Julie Weiss (2) |